# 温州广播电视传媒集团
温州广播电视传媒集团（与温州广播电视总台为一个机构两块牌子）是中华人民共和国浙江省温州市的一个广播电视传媒集团，其中温州广播电视总台成立于2005年2月25日，而温州广播电视传媒集团成立于2010年12月23日，总资产约12亿元。集团现拥有2个电视频道、5个广播频率，其中温州人民广播电台于1950年1月1日开播，而温州电视台则于1984年7月1日开播。

## 历史

### 温州人民广播电台
温州人民广播电台筹建于1949年9月，1950年1月1日开播，开台时台址位于温州市区府前街瓯海实业银行三楼，同年9月迁至市区蛟翔巷底（九山）。1956年温州电台编辑部和温州日报编辑部合并，1957年4月改为专区台，归属中共温州市委领导。
1973年6月，温州地区广播事业管理局建立，与温州电台合署办公。1981年11月，温州市广播站并入。
1996年10月，温州电台所属的温州经济广播电台开播。

### 温州电视台
1977年10月，温州地区广播事业局在温州市区华盖山和洞头县山顶建有2座电视差转台。1978年10月，又在莲花山建设电视调频发射台。另外，温州市人民广播站在瓯海县林羊乡大寨头和温州市华盖山建立差转台，用10瓦差转机转播浙江电视台节目。
1982年，温州地区电视调频台和温州电视转播台合并为温州电视调频转播台；次年在华盖山建成发射台，采用3频道和50瓦功率，录像转播中国中央电视台第一套节目。1983年11月，温州成立电视新闻摄制组，拍摄当地新闻片，供浙江电视台和中国中央电视台播出。1984年6月温州电视台成立，同年7月1日正式开播，利用华盖山3频道插播自办节目。
1994年，温州电视台筹划组建第二套节目公共频道、经济电视台。同年5月，温州有线电视台成立，7月18日开始试播。1997年7月，温州电视台台址迁至黎明西路51号的东方大厦。

## 现有电视频道
| 頻道名稱     | 语言          | 广播格式                    | 啟播時間 | 频道前身           | 備註                                                   | 備註 |
| 新闻综合频道 | 普通話 温州话 | SD: PAL 576i 16:9 HD：1080i |          | 温州电视台         | 温州市第一個无线電視頻道，以新聞、時事、專題類節目為主 |      |
| 经济科教频道 | 普通話 温州话 | SD: PAL 576i 16:9           |          | 温州经济教育电视台 | 以经济、教育節目為主                                   |      |
| 都市生活频道 | 普通話        | SD: PAL 576i 16:9           |          | 温州有线电视台一套 | 温州市第一個有线電視頻道，以都市生活類節目為主         |      |
| 公共频道     | 普通話        | SD: PAL 576i 16:9           |          | 温州有线电视台二套 | 政策性电视频道                                         |      |
| 移动电视频道 | 普通話        | SD: PAL 576i 16:9           |          |                    | 主要在户外播出的电视频道                               |      |

## 主要电视节目
- 《温州新闻联播》（另设手语版）
- 《新政聚焦》
- 《闲事婆和事佬》（以温州话播出）
- 《温州零距离》
- 《百晓讲新闻》（以温州话播出，分两档播出）
- 《温州经济报道》
- 《天下温州人》
- 《逻眼看温州》
- 《时尚温州》

## 广播频率
| 頻道名稱       | 语言   | 频道频率 | 啟播時間 | 频道前身         | 備註                                                         |
| 新闻综合广播   | 普通話 | FM94.9   |          | 温州人民广播电台 | 以新聞為主，集新聞性、公益性、服務性、監督性為一體的綜合頻率 |
| 交通广播       | 普通話 | FM103.9  |          |                  | 主要為駕車人士服務的頻率，提供路況播報、生活資訊及服務類節目 |
| 私家车音乐广播 | 普通話 | FM100.3  |          |                  | 主要為私家车駕車人士服務的頻率，提供音乐节目                 |
| 经济生活广播   | 普通話 | FM88.8   |          | 温州经济广播电台 | 提供经济、生活节目                                           |
| 绿色之声       | 普通話 | FM93.8   |          |                  | 提供环保宣传节目                                             |